# Serie A2 1987-1988 (pallavolo maschile)

Kim Ho-chul, palleggiatore della neonata Sisley Treviso vincitrice del girone A, qui in una gara interna contro la Luxottica Belluno.

Vjačeslav Zajcev, alzatore della Olio Venturi Spoleto vincitrice del girone B.

La Serie A2 maschile FIPAV 1987-88 fu l'11ª edizione della manifestazione organizzata dalla FIPAV.

## Regolamento
Le 24 squadre partecipanti, divise con criteri geografici in due gironi, disputarono un girone unico con partite di andata e ritorno. Al termine della regular season le vincitrici di ciascun girone furono promosse in Serie A1, mentre le squadre seconde e terze classificate andarono a giocarsi la promozione contro la 9ª e la 10ª di A1. Le squadre classificate tra il 6º e il 9º posto andarono a disputare spareggi con squadre di Serie B, mentre le ultime 3 retrocessero direttamente in B.

## Avvenimenti
Il campionato ebbe inizio il 24 ottobre e si concluse il 26 marzo con le promozioni dirette di Olio Venturi Spoleto e Sisley Treviso. CUS Roma, Fontana Candida Frascati, Moka Rica Ravenna e Siap Brescia andarono a disputare gli spareggi con Agrigento e Mantova: a occupare gli ultimi due posti disponibili in A1 furono le formazioni ravennate e mantovana. Banaker Store San Giuseppe Vesuviano, Tomei Livorno e Transcoop STC Reggio Emilia retrocessero dopo gli spareggi con le squadre di B.

## Le squadre partecipanti
Le squadre partecipanti furono 24. Per la rinuncia di Cremona, le uniche squadre provenienti dalla Serie A1 furono Banaker Store San Giuseppe e Luxottica Belluno. Famila Città di Castello, Fontana Candida Frascati, Olio Venturi Spoleto, SNT Messaggerie Catania, Tomei Livorno e Transcoop STC Reggio Emilia erano le neopromosse dalla B. Alla rinuncia di Cremona sopperì il ripescaggio della Chemio Udine, mentre la Sisley Treviso acquistò il diritto alla partecipazione della neopromossa Vittorio Veneto.

### Girone A
| Squadra                     | Stagioni in Serie A2 | Allenatore         | Campo di gioco                           |
| --------------------------- | -------------------- | ------------------ | ---------------------------------------- |
| Cerma Santa Croce           | 7                    | Glauco D'Oriano    | PalaParenti di Santa Croce sull'Arno, PI |
| Chemio Udine                | 5                    | Marcello Levatino  | PalaBenedetti di Udine                   |
| Coop Ferrara                | 8                    | Antonio Beccari    | Palasport di Ferrara                     |
| Gabbiano Virgilio           | 2                    | Daniele Bagnoli    | Palasport di Virgilio, MN                |
| Luxottica Belluno           | 5                    | Jiri Svoboda       | Palasport di Longarone, BL               |
| Moka Rica Ravenna           | 5                    | Daniele Ricci      | PalaCosta di Ravenna                     |
| Risveglio 2000 Cervia       | 2                    | Ubaldo Carmè       | Palasport di Cervia, RA                  |
| Sauber Bologna              | 2                    | Andrea Nannini     | PalaDozza di Bologna                     |
| Sav Bergamo                 | 5                    | Bogdan Kutchukov   | Palasport di Bergamo                     |
| Siap Brescia                | 2                    | Luigi Zizioli      | Palasport San Filippo di Brescia         |
| Sisley Treviso              | 1                    | Vittorino Marangon | PalaVerde di Villorba, TV                |
| Transcoop STC Reggio Emilia | 3                    | James Costi        | PalaBigi di Reggio Emilia                |

### Girone B
| Squadra                              | Stagioni in Serie A2 | Allenatore           | Campo di gioco                          |
| ------------------------------------ | -------------------- | -------------------- | --------------------------------------- |
| Album Viaggi Sesto Fiorentino        | 6                    | Erasmo Salemme       | Palasport di Sesto Fiorentino, FI       |
| Banaker Store San Giuseppe Vesuviano | 5                    | Ciro Ammirati        | Palasport di San Giuseppe Vesuviano, NA |
| CUS Roma                             | 2                    | Lino Mangionami      | Palazzetto dello Sport di Roma          |
| Eudecor Salerno                      | 5                    | Eduardo Pizzichillo  | PalaTulimeri di Salerno                 |
| Famila Città di Castello             | 1                    | Fausto Polidori      | Palasport di Città di Castello, PG      |
| Fontana Candida Frascati             | 1                    | Giancarlo Vassallo   | Palestra Simoncelli di Frascati, RM     |
| Impavida Ortona                      | 4                    | Francesco De Angelis | Palasport di Ortona, CH                 |
| Interedile Chieti                    | 3                    | Maurizio Schiazza    | PalaTricalle di Chieti                  |
| Olio Venturi Spoleto                 | 1                    | Carmelo Pittera      | PalaRota di Spoleto, PG                 |
| SNT Messaggerie Catania              | 2                    | Italo Rapisarda      | PalaSpedini di Catania                  |
| Tomei Livorno                        | 3                    | Roberto Montagnani   | PalaMacchia di Livorno                  |
| Vini Doc Puglia Calimera             | 2                    | Camillo Placì        | Palestra Comunale di Calimera, LE       |

## Classifiche

### Girone A
| Pos. | Squadra                     | Pt | G  | V  | P  | SV | SP |
| ---- | --------------------------- | -- | -- | -- | -- | -- | -- |
| 1.   | Sisley Treviso              | 36 | 22 | 18 | 4  |    |    |
| 2.   | Moka Rica Ravenna           | 36 | 22 | 18 | 4  |    |    |
| 3.   | Siap Brescia                | 32 | 22 | 16 | 6  |    |    |
| 4.   | Gabbiano Virgilio           | 28 | 22 | 14 | 8  |    |    |
| 5.   | Ado Udine                   | 26 | 22 | 13 | 9  |    |    |
| 6.   | Transcoop STC Reggio Emilia | 22 | 22 | 11 | 11 |    |    |
| 7.   | Cerman Santa Croce          | 20 | 22 | 10 | 12 |    |    |
| 8.   | Risveglio 2000 Cervia       | 20 | 22 | 10 | 12 |    |    |
| 9.   | Sav Bergamo                 | 16 | 22 | 8  | 14 |    |    |
| 10.  | Luxottica Belluno           | 14 | 22 | 7  | 15 |    |    |
| 11.  | Coop Ferrara                | 12 | 22 | 6  | 16 |    |    |
| 12.  | Sauber Bologna              | 2  | 22 | 1  | 21 |    |    |

### Girone B
| Pos. | Squadra                              | Pt | G  | V  | P  | SV | SP |
| ---- | ------------------------------------ | -- | -- | -- | -- | -- | -- |
| 1.   | Olio Venturi Spoleto                 | 38 | 22 | 19 | 3  |    |    |
| 2.   | Fontana Candida Frascati             | 38 | 22 | 19 | 3  |    |    |
| 3.   | CUS Roma                             | 32 | 22 | 16 | 6  |    |    |
| 4.   | Famila Città di Castello             | 32 | 22 | 16 | 6  |    |    |
| 5.   | SNT Messaggerie Catania              | 22 | 22 | 11 | 11 |    |    |
| 6.   | Vini Doc di Puglia Calimera          | 18 | 22 | 9  | 13 |    |    |
| 7.   | Tomei Livorno                        | 18 | 22 | 9  | 13 |    |    |
| 8.   | Banaker Store San Giuseppe Vesuviano | 16 | 22 | 8  | 14 |    |    |
| 9.   | Eudecor Salerno                      | 16 | 22 | 8  | 14 |    |    |
| 10.  | Album Viaggi Sesto Fiorentino        | 12 | 22 | 6  | 16 |    |    |
| 11.  | Impavida Ortona                      | 12 | 22 | 6  | 16 |    |    |
| 12.  | Interedile Chieti                    | 8  | 22 | 4  | 18 |    |    |

| Promosse in Serie A1 | Promossa dopo play-off | Retrocesse dopo play-out | Retrocesse in Serie B |